# معركة غزة 1239م
معركة غزة كانت جزءاً من الحملة الصليبية البارونية، وقعت في 13 نوفمبر 1239م. وفيها هزم جيش الأيوبيين المصري جيشاً صليبياً بقيادة ثيوبالد الأول ملك نافارا.

## خلفية تاريخية
لما انتهت معاهدة السلام التي استمرت عشر سنوات بين الإمبراطور الروماني المقدس فريدريك الثاني والسلطان الأيوبي الكامل في يوليو 1239، أرسل جيشاً صليبياً فرنسياً بقيادة ثيوبالد الأول ملك نافارا استجابة لدعوة البابا غريغوري التاسع. وصل الجيش إلى عكا في سبتمبر 1239 حيث عززته وحدات من التنظيمات العسكرية الثلاثة والبارونات المحليين لمملكة بيت المقدس. انتقل الجيش الصليبي إلى عسقلان بحوالي 4000 رجل في 2 نوفمبر، حيث تعين عليهم إعادة بناء قلعتها، وتأمين الجناح الجنوبي للمملكة من المصريين، تحسباً لهجوم على دمشق. أبلغ كشافة بيير درو، أحد القادة الفرنسيين، عن وجود قافلة كبيرة من قطعان الماشية في طريقها إلى دمشق. غادر بيتر المخيم مع 200 رجل ونصب كميناً للقافلة في صباح اليوم التالي. هزم حراس القافلة بعد معركة قصيرة، وعاد مع القطيع المغنوم، حيث كانت هناك حاجة ماسة إلى المؤن الجديدة.
عندما عبر قادة الجيش الصليبي يافا في 12 نوفمبر، بلغهم أن السلطان الصالح أيوب أرسل جيشاً إلى غزة لحماية الحدود المصرية. سارع بعض القادة، من بينهم عموري دي مونتفورت وهنري الثاني، كونت بار، بالزحف قبيل الجيش الرئيسي لمهاجمة العدو. يؤازرهما هيو الرابع، دوق بورغندي، والتر صاحب يافا، باليان صاحب صيدا، يوحنا سيد أرسوف وأودو مونتبليار وبلغ مجموع قوتهم من 400 إلى 600 رجل. احتج ثيوبالد وبيتر درو وسادة التنظيمات الثلاثة صراحةً على هذه الخطة، بحجة أنه على الجيش أن يسير بكامله إلى عسقلان لمواجهة العدو. لم يكترث الثائرون بتحذير ثيوبولد، ولم يسعفه تذكيرهم بقسم الفارس الصليبي.

## حملة غزة
سار هذا القسم من الجيش ليلاً، ومر بعسقلان حتى وصل إلى النهر الذي يشكل حدوداً طبيعية بين المملكة والسلطنة. اقترح والتر صاحب يافا التراجع إلى عسقلان، وإراحة الخيول هناك، لكن الآخرين أصروا على المضي قُدماً. وتمكنوا من تأمين عبور النهر في البداية، مما سمح للصليبيين بعبور النهر وإقامة معسكرهم. الذي لم يختاروا موقعه بعناية، فقد كانوا في أرض منبسطة محاطة بالكثبان الرملية. علاوة على ذلك، فشلوا في توفير الأمن اللازم لتوقفهم في أراضي العدو، مع غياب الدوريات أو نقاط الحراسة على الكثبان الرملية المحيطة.
سار القائد المصري ركن الدين الحجاوي بحذر أكبر. وسرعان ما رصدت كشافته المعسكر الصليبي واحتل رماة النبال والمقاليع المصريين الكثبان الرملية المحيطة. كان رجال والتر صاحب يافا أول من اكتشف القوات الأيوبية، ودعا رجاله إلى السلاح وجمع القادة في مجلس الحرب. أراد والتر وهيو دوق بورغندي العودة إلى عسقلان؛ لكن عارضهما عموري مونتفورت وهنري كونت بار خوفاً من وجود كمين. على إثر ذلك، رحل والتر وهيو ومعظم القادة الآخرين إلى عسقلان.

## المعركة
واجه الصليبيون المتبقون المصريين في المعركة. أمر عموري النشابين بإطلاق سهامهم، حتى نفذت رؤوس السهام. لاحظ الفرسان ممراً عميقاً وضيقاً بين الكثبان الرملية قد يوفر غطاءً، اندفع الفرسان إلى الأمام وتفرقوا. في غضون ذلك، وصل سلاح الفرسان المصري أيضاً. وبدلاً من أن يلتحموا بالفرسان الصليبيين المدججين بالسلاح في الممر الضيق، بدأوا هجوماً مخادعاً وانسحاباً وهمياً. فانطلت الحيلة على الفرنجة وركبوا خلف المصريين المنسحبين بطريقة غير منظمة، تاركين الممر. ثم أغلق سلاح الفرسان المصري ملاذهم وأطبقوا الحصار على الفرسان الصليبيين. حيث قُتل الكثير منهم، بما في ذلك هنري كونت بار. ووقع عموري وعشرات من النبلاء والعديد من الجنود في الأسر، وظلوا مسجونين لأكثر من 17 شهراً.

## نتائجها
عندما وصل الجيش الرئيسي إلى عسقلان، التقاه والتر صاحب يافا وهيو دوق بورغندي اللذين أبلغا عن الوضع اليائس في غزة. ثم تقدم الجيش الرئيسي بقيادة الفرسان التوتونيين باتجاه غزة. وسرعان ما التقيا بالجنود الفارين ومطارديهم المسلمين. لم يكن الجيش المصري قوياً بما يكفي لمواجهة الجيش الصليبي بأكمله وتراجع إلى غزة بينما احتل الفرنجة ساحة المعركة المليئة بالجثث. كان ثيوبالد يعتزم ملاحقة جيش العدو، لكنه امتنع عن ذلك عندما أشار أرماند دي لافوي إلى أن المسلمين قد يقتلون أسراهم في حالة وقوع هجوم. عدت هذه المعركة والمواجهة السابقة تحت قيادة بيتر درو المعركتان الوحيدتان في الحملة الصليبية البارونية. توصل ريتشارد إيرل كورنوال، بقيادة قوته الصليبية الخاصة، إلى اتفاق مع الصالح أيوب في أغسطس 1240، والذي كان منخرطاً في حرب أهلية مع عمه الصالح إسماعيل. بمقتضى الاتفاق وقع تبادل الأسرى المسلمين مع الأسرى المسيحيين في 23 أبريل 1241. وانتهت الحملة الصليبية برحيل ريتشارد في 3 مايو 1241.